# Sphegina guptai
Sphegina guptai är en tvåvingeart som beskrevs av Mutin 1998. Sphegina guptai ingår i släktet midjeblomflugor, och familjen blomflugor. Inga underarter finns listade i Catalogue of Life.